# Литература ЮАР
Литература Южно-Африканской Республики представлена произведениями на одиннадцати национальных языках. Чаще других встречаются английский и африкаанс, кроме них используются языки группы банту, нама (готтентотский) и койсанские (бушменские) языки.

## История
Литература Южной Африки известна с доколониальных времен, в которые она была представлена устным народным творчеством. К нему относятся, например, сказки, пословицы и поговорки зулусов, легенды и сказания бушменов и готтентотов. В период колонизации возникает героический эпос.
Начиная с XIX века, одновременно с внедрением среди местных народов письменности, в Южной Африке появляется письменная литература. Одним из первых опубликованных произведений становится роман на сесото «Чака» (1925) Томаса Мофоло.
В конце XIX — первой половине XX века в литературе Южной Африки появляется антиколониальная тема. Она затрагивает как прозу, так и поэзию. Известным автором этого периода была Оливия Шрейнер (первое южноафриканское произведение крупной формы —
роман «Африканская ферма», 1883). В 1939 году появляется роман Роберта Зломо на языке исизулу о вожде Чаке. После Второй мировой войны, с установление режима апартеида, появляется группа авторов, чьи произведения выражают протест против установившихся порядков. Среди них — Питер Абрахамс, Гарри Блум, Алекс Ла Гума, Надин Гордимер.
В 1991 году Надин Гордимер становится первым южноафриканским автором, получившим Нобелевскую премию по литературе. В 2003 году Нобелевскую премию получает Джон Максвелл Кутзее.
Первый чернокожий президент ЮАР Нельсон Мандела в 1995 году опубликовал автобиографическую повесть «Долгий путь к свободе».

## Современные авторы
Современную литературу Южной Африки представляют заслуженные авторы XX века: Надин Гордимер (в 2003 году вышел новый сборник рассказов «Добыча» и Джон Максвелл Кутзее (в 2013 году опубликовал роман «Детство Иисуса»). Среди других авторов, известных не только в ЮАР, но и за пределами страны, — Антье Крог, Дален Мэтти, Уилбур Смит.
Известные поэты Южной Африки — Брейтен Брейтенбах, Морган Валли Сероте.
С 2006 года в Кейптауне проводится международная книжная ярмарка.